# Stina Troest
Stina Troest (* 17. Januar 1994 in Kopenhagen) ist eine dänische Leichtathletin, die sich zu Beginn ihrer Karriere auf den Hürdenlauf spezialisiert hat und sich mittlerweile auf den Mittelstreckenlauf fokussiert.

## Sportliche Laufbahn
Erste Erfahrungen bei internationalen Meisterschaften sammelte Stina Troest im Jahr 2010, als sie bei den erstmals ausgetragenen Olympischen Jugendspielen in Singapur in 58,88 s die Silbermedaille im 400-Meter-Hürdenlauf gewann. 2013 gewann sie bei den Junioreneuropameisterschaften in Rieti in 57,41 s die Bronzemedaille und im Jahr darauf startete sie im 800-Meter-Lauf bei den Hallenweltmeisterschaften in Sopot und schied dort mit 2:02,95 min im Vorlauf aus. Im August erreichte sie bei den Europameisterschaften in Zürich das Halbfinale über 400 m Hürden und schied dort mit 56,81 s aus. 2015 schied sie bei den Halleneuropameisterschaften in Prag mit 2:10,25 min im Semifinale über 800 Meter aus und im Juli gewann sie bei den U23-Europameisterschaften in Tallinn in 56,01 s die Silbermedaille im Hürdenlauf hinter der Schwedin Elise Malmberg. Bei den Weltmeisterschaften in Peking erzielte sie im Vorlauf eine neue persönliche Bestleistung, scheiterte im Semifinale jedoch an einer Finalteilnahme. Im Juni 2016 gelangte Troest bis ins Finale der Europameisterschaften in Amsterdam und belegte dort in 56,34 s den siebten Rang. Anschließend nahm sie an den Olympischen Sommerspielen in Rio de Janeiro teil und schied dort mit 56,00 s im Halbfinale aus. 2017 gelangte sie bei den Leichtathletik-Halleneuropameisterschaften 2017 in Belgrad mit 2:02,93 min auf den siebten Platz im 800-Meter-Lauf.
Nach einer einjährigen Wettkampfpause fokussiert sich Troest seit 2019 auf den Mittel- und Langstreckenlauf und belegte bei den Crosslauf-Europameisterschaften 2022 in Turin mit 17:47 min den achten Platz in der Mixed-Staffel.
In den Jahren 2012 und 2014 wurde Troest dänische Meisterin im 400-Meter-Lauf sowie 2010 über 400 m Hürden. Zudem wurde sie 2013 Hallenmeisterin im 800-Meter-Lauf sowie 2014 über 400 Meter.

## Persönliche Bestleistungen
- 400 Meter: 55,32 s, 8. Juni 2013 in Helsingør
  - 400 Meter (Halle): 54,67 s, 22. Februar 2014 in Skive
- 800 Meter: 2:03,64 min, 16. Juli 2022 in Ninove
  - 800 Meter (Halle): 2:02,81 min, 30. Januar 2016 in Wien
- 1000 Meter: 2:41,83 min, 28. August 2022 in Edegem (belgischer Rekord)
- 1500 Meter: 4:17,54 min, 16. Juli 2022 in Ninove
- 400 m Hürden: 55,56 s, 23. August 2015 in Peking